# 庞煖
庞煖（？—？），一作庞焕、庞子、庞援，《史记索隐·廉颇蔺相如列传》误作为冯煖。战国末年赵国将领、纵横家，曾擒杀燕将剧辛以及合纵五国伐秦。

## 生平
龐煖出身不明，據《鶡冠子》記載最早出現於趙武靈王時期，曾與趙武靈王及趙悼襄王談論兵法。 
燕國將領劇辛原來在趙國居住時與龐煖私交很好。 前242年，燕王喜因趙國長期遭受秦國攻擊，主將廉頗又出奔魏國，想趁機進攻趙國。出征前燕王喜曾詢問劇辛關於龐煖的情況，劇辛說龐煖是很容易對付的。燕王喜於是以劇辛為將攻打趙國，趙國派龐煖迎戰。最終趙軍大勝，俘虜燕國兩萬人，劇辛被擒殺。 
前241年，趙、楚、魏、韓、燕五國共推楚考烈王為縱約長，龐煖為聯軍主帥，共同攻打秦國。聯軍攻至函谷關時，秦軍出擊，諸侯聯軍敗退。 聯軍轉而進攻秦國的盟國齊國，奪取了饒安（今河北省鹽山縣西南）。 
前236年，龐煖率領趙軍主力北上攻打燕國，想脅迫燕國一起進攻秦國。 秦王政以救援燕國為由，以王翦、桓齮、楊端和為將率軍兩路攻打趙國。當趙軍攻取了燕國的勺梁（今河北省定州市北）時，王翦出兵攻打趙國的上黨郡；當趙軍攻取了燕國的狸（今河北省任丘市東北）時，王翦已攻克了趙國的閼與（今山西省和順縣）、橑楊（今山西省左權縣）等六座城池；當趙軍攻取了燕國的陽城（今河北省保定市北）時，桓齮攻克了趙國的鄴城（今河北省磁縣鄴鎮）和安陽（即新寧中，今河南省安陽市西南）；當龐煖聞訊揮師南下救援時，秦軍已經將漳水流域全數吞併。秦軍與趙軍同步行動，趙國只奪得燕國三座城池，卻丟失南方、西方的九座城池。此戰過後，趙國的力量進一步被削弱，趙悼襄王也因此抑鬱而終。 龐煖的事蹟此後再無記載。

## 著作
《汉书·卷三十·艺文志》在兵权谋家论著中记载庞煖著有《庞煖》三篇，纵横家论著中著有《庞煖》二篇，皆已失传。

## 考证
钱穆的《先秦诸子系年考辨·一百五十七·庞煖剧辛考》中考证在《荀子·议兵篇》中同荀子在赵孝成王面前讨论兵法的临武君即为庞煖，但此观点缺乏其他史料佐证。

## 文学形象
长篇历史小说《东周列国志》中，庞煖于第一百零二回《华阴道信陵败蒙骜 胡卢河庞煖斩剧辛》中登场，本篇详细描述了庞煖与剧辛交战的经过：燕王喜想报鄗代之战惨败于赵国之仇，剧辛也在燕王喜面前夸口说庞煖是容易对付的，燕王喜于是任命剧辛为主将攻打赵国，庞煖与乐乘、乐闲率军迎敌。庞煖先败剧辛一阵，燕将武阳靖中箭而亡。次日，剧辛邀请庞煖阵前对话，双方叙旧后再次激战，燕军不占优势，双方收兵。庞煖派使者给剧辛送去书信，说李牧已率赵军准备截击燕军后路，剧辛下令撤军，自己亲自断后。当夜庞煖率军追击剧辛，双方大战于胡卢河，剧辛战败后自刎，栗腹之子栗元被乐闲俘虏后遭处决。庞煖同李牧会师，乘胜进兵，取燕国武遂（今河北省徐水县西北遂城）、方城(今河北省固安县南)之地，燕王喜被迫派将渠求和后庞煖才撤军。
在第一百零三回《李国舅争权除黄歇 樊於期传檄讨秦王》中，庞煖在击败燕国后，合纵列国攻秦。庞煖率领赵、楚、魏、韩、燕五国精锐部队围攻秦国的渭南（今陕西省渭南市），秦国丞相吕不韦亲帅蒙骜、王翦、桓齮、李信、内史腾等将迎战。王翦建议派兵袭击联军中的楚军，但李信手下督粮牙将甘回因押送粮草来迟受鞭刑后投奔楚军，楚军得知情报后撤兵。秦军率军夜袭赵军主营没有成功，天亮后庞煖得知楚军撤兵后解散联军，让韩、魏两国军队回国，自己率领赵、燕两国军队夺取了齐国的饶安。后吕不韦为报五国伐秦之仇，派蒙骜同张唐率军五万攻打赵国，又派长安君成峤同樊於期率军五万作为援兵接应。庞煖与副将扈辄率军十万迎战，在尧山击败张唐所帅的秦军。蒙骜下令扎寨，又命张唐催促成峤的援军。成峤从樊於期那里得知秦王政是吕不韦之子的消息后率军叛变，蒙骜接到消息后传令班师，并亲自率军断后。庞煖在太行山林深处埋伏精兵三万伏击秦军，射杀蒙骜，但庞煖也身中蒙骜之箭，回国后箭疮发作而亡。